# Kiełcz
Kiełcz – wieś w Polsce położona w województwie lubuskim, w powiecie nowosolskim, w gminie Nowa Sól nad rzeką Odrą u ujścia rzeczki Biała Woda. 
W latach 1975–1998 miejscowość administracyjnie należała do województwa zielonogórskiego.
W 2000 r. wieś Kiełcz zamieszkiwało 786 osób, znajdowało się tu 87 gospodarstw rolnych, 10 obiektów handlowych i 18 zakładów usługowych i produkcyjnych (przetwórstwo spożywcze, produkcja wyrobów z drewna i skóry, oraz figur gipsowych). Znajduje się tam klub piłkarski WKS Polonia Kiełcz, który występuje w B klasie od sezonu 2023/24.

## Zabytki
Do wojewódzkiego rejestru zabytków wpisany jest:
- wiatrak koźlak, drewniany, z XIX wieku.